# La Cathédrale de Salisbury vue des prés
La Cathédrale de Salisbury vue des prés est un tableau peint en 1831 par John Constable. Il mesure 151,8 cm de hauteur sur 189,9 cm de longueur. Il est conservé au Tate Britain de Londres.